# Krušnica (rijeka)
Krušnica je rijeka u zapadnom dijelu BiH, pritoka Une.
Vrelo rijeke Krušnice se nalazi 6 km od Bosanske Krupe, pod okomitom kosom kod Gudavca i Vranjske. Zahvaljujući krškom reljefu ova rijeka se opskrbljuje vodama s područja Bosanskog Petrovca što je očit primjer bifurkacije. Niže vrela (200 m) se nalazi hidrocentrala izgrađena 1905. godine. Sam tok rijetko prelazi dubinu od pet metara dok se u jesenjim i proljetnim podvodnjima Krušnica obavezno izlije iz svoga korita.
Vrelo je impresivan prizor moći vode, a sama rijeka je mirna i čista. Cijeli tok rijeke je pitak, a interesantno je i to da se rijeka Una s dva svoja kraka prvo ulijeva u Krušnicu da bi se zatim rijeke spojile u divljem brzacu. Rijeke tvore kompleks ada (riječnih otoka) koje se nalaze praktično u središtu grada Bosanske Krupe.